# Entorrhiza cypericola
Entorrhiza cypericola är en svampart som först beskrevs av Paul Wilhelm Magnus, och fick sitt nu gällande namn av Webber 1884. Entorrhiza cypericola ingår i släktet Entorrhiza och familjen Entorrhizaceae.   Inga underarter finns listade i Catalogue of Life.